# Isaccea
Isaccea é uma cidade da Roménia com 5.614 habitantes, localizada no judeţ (distrito) de Tulcea.
Na Roma Antiga, era conhecida como Novioduno (em latim: Noviodunum).